# Armeense Socialistische Sovjetrepubliek
De Armeense Socialistische Sovjetrepubliek (Armeens: Հայկական Սովետական Սոցիալիստական Հանրապետություն; Haykakan Sovetakan Sotsialistakan Hanrapetutyun, Russisch: Армянская Советская Социалистическая Республика; Armjanskaja Sovjetskaja Sotsialistitsjeskaja Respoeblika) was een socialistische sovjetrepubliek en de voorloper van het huidige Armenië. Op 29 november 1920 werd de Republiek Armenië binnengevallen door het Rode Leger waarna de Armeense sovjetrepubliek werd uitgeroepen. Deze werd in 1922 onderdeel van de Transkaukasische Socialistische Federatieve Sovjetrepubliek (TSFSR), die op 5 december 1936 weer ontbonden werd. De Armeense SSR zou overgaan in Armenië, nadat de Sovjet-Unie in 1991 ineenstortte en hiermee zijn onafhankelijkheid herstellen.
Armeense SSR · Azerbeidzjaanse SSR · Estische SSR · Georgische SSR · Kazachse SSR · Kirgizische SSR · Letse SSR · Litouwse SSR · Moldavische SSR · Oekraïense SSR · Oezbeekse SSR · Russische SFSR · Tadzjiekse SSR · Turkmeense SSR · Wit-Russische SSR
 Tijdelijke Sovjetrepublieken: Karelo-Finse SSR (1940-1956) · Transkaukasische SFSR (1922-1936) · Abchazische SSR (1921-1931)